# 黒澤信彦
黒澤 信彦（くろさわ のぶひこ、1964年11月16日 - ）は、日本の篤農家。農業生産法人株式会社黒澤ファーム代表取締役。『やまがた有機 農業の匠』。山形県農業法人協会理事。南陽市体育協会理事。おきたま七福会メンバー。家訓である「生きている土作りと息づく稲作り」を信条として、夕鶴郷米の地域ブランド化に尽力している。

## 人物
1958年11月16日、山形県南陽市池黒の戦国時代（永禄4年:1561年 - ）から、500年続く農家の21代目に生まれる。山形県立置賜農業高等学校を卒業。航空自衛隊入間基地に入隊。 1986年に就農。1995年、「こめ工房南陽アスク」（青木・鈴木・黒澤の頭文字）を結成。1998年、低温倉庫を建設。2008年、コメ輸出を開始。2009年、おきたま七福会（遠藤五一・坂野雄一・青木功樹・黒澤信彦・佐藤和久・渡部洋巳・安部平左ヱ門）を結成。2017年4月1日、黒澤 拓真が就農。4月28日、国際認証基準「JGAPアドバンス」を取得（コメ分野で、もみ・玄米・精米も合わせての認証取得は全国初）。2018年6月14日、「やまがた有機農業の匠」に認定。11月8日、「全国優良経営体表彰」の販売革新部門で、農林水産大臣賞を受賞。

## 受賞
- 米・食味分析鑑定コンクール:国際大会で、6年連続受賞。金賞（2004年・2005年・2013年・2014年）、特別優秀賞（2000年・2002年・2003年・2006年・2009年・2010年・2011年・2012年）[13]
- 『あなたが選ぶ日本一おいしい米コンテストin 庄内町』で、入賞（2009年）[14]
- 「平成30年度 全国優良経営体表彰」販売革新部門で、農林水産大臣賞を受賞[15]。

## 出演番組
- 出典[16]
- NNNドキュメント（2011年12月19日）[17]

## 関連記事
- ブルーファーム株式会社[18]
- 農業経営者[19]
- 南陽ブランド推進[20]
- 山形食材ネット[21]
- みんなの農業広場[22]
- 日本経済新聞[23]